# Забастовка Harco
Забастовка Harco — это была акция рабочих на сталелитейном заводе в Campbelltown в Новом Южном Уэльсе в Австралии в ноябре 1971 года.
Рабочие не работали и не уходили с предприятия в знак протеста. Забастовка стала кульминацией затяжного трудового спора между владельцем «Harco Steel» и рабочими Campbelltown`а. Спор возник в результате протестов рабочих против политики компании по увольнению. Рабочих увольняли, а потом вновь нанимали, чтобы сократить расходы в период низкого производства.
После серии увольнений в ноябре 1971 года, рабочие решили, что просто забастовка уже не подходит для противостояния с руководством компании. Черпая вдохновение из захватов заводов во Франции в 1968 году и мерах, принятых судостроителям компании «Upper Clyde Shipbuilders» в Шотландии в начале 1971 г., рабочие «Harco» решили не уходить с предприятия.
Забастовка продолжалась в течение четырех недель. Все это время завод находился под управлением рабочих без участия компании. Владельцы «Harco» ответили саботажем и законными взысканиями. Рабочие получили поддержку со стороны общества в виде еды и денег. Забастовка закончилось, когда «Harco» получил ордер от Верховного суда Нового Южного Уэльса, который принуждал работников покинуть предприятие.